# Norges sannings- och försoningskommission
Kommissionen för att granska förnorskningspolitik och orätt mot samer, kväner och norskfinnar, till vardags Norges sannings- och försoningskommission, är en norsk statlig sannings- och försoningskommission, som inrättades efter ett beslut av Stortinget i juni 2017, för att utreda följderna av Assimilationspolitik för samer och kväner. I maj 2019 beslutade kommissionen att även skogsfinnarna ska ingå bland de minoriteter som omfattas av kommissionens arbete.
Syftet med kommissionen är trefaldigt:
1. Göra en historisk kartläggning som beskriver norska myndigheters politik och verksamheter gentemot samer och kväner/norskfinnar, både lokalt, regionalt och nationellt.
2. Undersöka verkningarna av förnorskningspolitiken. Kommissionen ska belysa hur förnorskningspolitiken har påverkat majoritetsbefolkningens syn på samer och kväner/norskfinnar, samt undersöka betydelsen av förnorskningen fram till idag.
3. Förelså åtgärder som bidrar till vidare försoning.

Kommissionen tillsattes 2018 och hade sitt första sammanträde i september samma år. Den förväntas arbeta i fyra år, och senast 1 september 2022 lämna förslag till försoningsåtgärder. Ordförande i kommissionen är den kristdemokratiske politikern Dagfinn Høybråten. Övriga ledamöter är forskare och en biskop, samtliga med ämneskoppling till samiska frågor.

## Kommissionens ledamöter
Kommissionen består av ordförande och elva ledamöter.
- ordförande Dagfinn Høybråten, tidigare stortingsledamot och norsk arbets- och socialminister, generalsekreterare
- Ivar Bjørklund, professor i kulturvetenskap vid Norges arktiske universitetsmuseum, socialantropolog
- Håkon Hermanstrand, doktorand i sydsamisk historia vid Nord universitet
- Per Oskar Kjølaas, biskop emeritus och teologisk rådgivare i nordsamiska bibelöversättningsarbetet
- Pia Lane, professor i flerspråklighet vid Universitetet i Oslo
- Anne Kalstad Mikkelsen, senior medarbetare vid Árran – lulesamisk senter
- Marit Myrvoll, Evenes, forskare vid Sámi Klinihkka, doktor i socialalantropologi
- Einar Niemi, professor emeritus vid Universitetet i Tromsø – Norges arktiska universitet
- Anne Julie Semb, professor i statsvetenskap vid Universitetet i Oslo
- Liv Inger Somby, universitetslektor vid Samiska högskolan
- Aslak Syse, professor emeritus i juridik vid Universitetet i Oslo
- Ketil Zachariassen, försteamanuens i modern urfolks- och minoritetshistoria vid Universitetet i Tromsø – Norges arktiska universitet

## Motsvarigheter i övriga länder med samisk befolkning

### Sannings- och försoningskommission i Sverige
Sveriges Riksdag tog 2019 negativ ställning till motioner beträffande uttalande om inrättande av en sannings- och försoningskommission om oförrätter gentemot samer med bland annat argumentet att kulturministern Amanda Lind 2019 uttalat att regeringen var beredd att inrätta en sådan kommission, om Sametinget uttalade en önskan om detta.

### Sannings- och försoningskommission i Finland
Statsminister Juha Sipilä meddelade i september 2018 att regeringen avsåg att 1,5 miljoner euro skulle avsättas i budgeten 2019 för en sannings- och försoningskommission efter förslag som kommit från Sametinget.